# Menjanje oblika
U mitologiji, folkloru i spekulativnoj fikciji, menjanje oblika je sposobnost da se fizički transformiše putem suštinski nadljudske sposobnosti, božanske intervencije, demonske manipulacije, vračanja, uroka ili nasleđene sposobnosti. Ideja prenošenja oblika je u najstarijim oblicima totemizma i šamanizma, kao i u najstarijoj postojećoj literaturi i epskim pesmama poput Epa o Gilgamešu i Ilijadi. Koncept ostaje uobičajeni deo moderne fantazije, dečje književnosti i popularne kulture.

## Folklor i mitologija
Popularna bića u folkloru koja menjaju oblik su vukodlaci i vampiri (uglavnom evropskog, kanadskog i indijanskog/ranoameričkog porekla), huli đing istočne Azije (uključujući japanske kicune i korejski kumiho) i bogovi, boginje i demoni brojnih drugih mitologije, poput nordijskog Lokija ili grčkog Proteja. Menjanje oblika u oblik vuka posebno je poznato kao likantropija, a takva stvorenja koja se podvrgavaju takvoj promeni nazivaju se likantropi. Terijantropija je opštiji termin za menjanja čoveka i životinje, ali se retko koristi u tom svojstvu. Takođe je bilo uobičajeno da božanstva pretvaraju smrtnike u životinje i biljke.
Ostali pojmovi za osobe koje menjaju oblik uključuju metamorf, Navaho šetača kože, mimika i terijantropa. Iako je popularna ideja preoblikovača ima fokus na ljudskim bićima koja se pretvaraju u nešto drugo, postoje i brojne priče o životinjama koje se isto tako mogu transformisati.

### Grčka i Rim
Primeri menjanja oblika u klasičnoj literaturi uključuju mnoge primere u Ovidijeovim Metamorfozama, Kirkinoj transformaciji Odisejevih ljudi u svinje u Homerovoj Odiseji i Apulejevom Luciju koji postaje magarac u Zlatnom magarcu. Protej je među bogovima bio zapažen po svojim premenama oblika; Menelaj i Aristaj su ga uhvatili da bi od njega dobili informacije i uspeli samo zato što su se držali tokom njegovih raznih promena. Nerej je rekao Heraklu gde da pronađe jabuke Hesperide iz istog razloga.
Iako su grčki bogovi mogli da kazneno koriste transformaciju - poput Meduze, pretvorene u čudovište zbog seksualnog odnosa sa Posejdonom u Atininom hramu - još češće, priče koje to koriste su ljubavne avanture. Zevs se više puta transformisao da bi se približio smrtnicima kao sredstvo za dobijanje pristupa.

### Britanija i Iriska
Vile, veštice i čarobnjaci su bili zapaženi zbog svoje sposobnosti menjanja oblika. Nisu sve vile mogle da menjaju oblik, a neke su bile ograničene na promenu veličine, kao kod sprigana, neke na nekoliko oblika, a neke vile su mogle da imaju samo izgled menjanja oblika, zahvaljujući svojoj moći, nazvanoj „glamur”, da bi stvorile iluzije. Međutim drugi, poput Hedli Kova, mogli su se promeniti u mnoge oblike, i ljudski i natprirodni čarobnjaci imali su sposobnost za takve promene i za izazivanje toga kod drugih.
Veštice bi se mogle pretvoriti u zečeve i u tom obliku bi krale mleko i puter.

### Nordijske zemlje
U Lokaseni, Odin i Loki se podsmevaju se jedan drugom uzevši formu žena i dojilja koje doje svoju novorođenčad. Eda iz 13. veka govori o Lokiju u obliku kobile koja je oždrebila Odinovog ždrebca Slejpnira, koji je bio najbrži konj koji je ikada postojao, kao i oblik žene-vuka koji je okotila Fenrira.

## Sadašnjost

### Fikcija
- U delu Princeza i Kardi Džordža Makdonalda (1883) Kardi je obavešten da se mnoga ljudska bića svojim delima polako pretvaraju u zveri. Kardiju je data moć da detektuje transformaciju pre nego što je vidljiva, a pomažu mu zveri koje su bile transformisane i vraćaju se čovečanstvu.[12]
- L. Frenk Baum je zaključio Divnu zemlju Oz (1904) otkrićem da je princezu Ozmu, koju su protagonisti tražili, kao beba bila pretvorena u dečaka i da je Tip (koji ju je tražio) taj dečak. On pristaje da se preobrazba poništi, ali Glinda dobra veštica ne odobrava magiju promene oblika, pa to čini zla veštica Mombi.[13]
- Naučno fantastična pripovetka „Ko ide tamo?”, koju je napisao Džon V. Kampbel (kasnije adaptirana za film kao Stvar iz drugog sveta i Stvar) tiče se vanzemaljskog životnog oblika koji menja oblik i može poprimiti oblik i sećanja bilo kog bića koje apsorbuje.[14]
- T. H. Vajt, u knjizi Mač u kamenu iz 1938. godine, navodi da se Merlin i gospođa Mim bore u čarobnjačkom duelu, u kojem bi se duelisti beskrajno transformisali dok jedan ne bude u formi koja može uništiti drugu.[15] Takođe je Merlin pretvorio Artura u razne životinje kao obrazovno iskustvo.[16]
- U knjizi K. S. Luisa „Letopisi Narnije“, Justas Skrab se pretvara u zmaja,[17] a ratni huškač Rabadaš u magarca.[18] Justasova transformacija nije strogo kazna - promena jednostavno otkriva istinu njegove sebičnosti. To je poništeno nakon što se pokajao i promenio svoju moralnu prirodu. Rabadašu je dozvoljeno da preokrene svoju transformaciju, pod uslovom da to učini na javnom mestu, tako da će njegovi bivši sledbenici znati da je bio magarac. On je upozoren da će, ako ikada ponovo napusti svoj glavni grad, trajno postati magarac, što ga sprečava da vodi dalje vojne kampanje.
- Zemaljski majstori i njihovi protivnici u trilogiji Patricije A. Makilip iz 1976. godine Majstor zagonetki od Heda široko koriste svoje sposobnosti prebacivanja oblika zarad moći svojih novih oblika.[19]
- Knjige savremene fantazije Džejmsa A. Hetlija Zmajevo oko i Zmajev zub usredsređene su na porodicu Morgan iz Stounforta u državi Mejn - današnje Amerikance koji su u tajnosti sposobni da se pretvore u foke po svojoj volji (i tu sposobnost u velikoj meri koriste u borbama sa raznim drugim likovima).

### Popularna kultura
- U filmu Zvezdane staze VI: Neotkrivena zemlja je predstavljena zatvorenica koja je menja oblik i koja je umešana u nedavno ubistvo Džejmsa Kirka, ali je i sama ubijena.
- Dominion (Zvezdane staze) opisuje rasu menjača oblika/izazivača predstavljenih u Star Trek seriji: Duboki prostor devet.
- Sumrak saga takođe sadrži menjače oblika koji se mogu transformisati u vukove i imati neljudsku snagu, brzinu, telesnu temperaturu i proces starenja.[20]
- U epizodi Doktora Hu „Teror od Zigona“, glavni antagonisti, nazvani Zigoni, mogu da se preoblikuju u ljude i druge životinje (poput konja). Međutim, kopiranu osobu ili životinju moraju održavati na životu kako bi se mogli vratiti u svoj prirodni oblik.[21]
- Debitantski album američkog benda Nahr Alhumam sa nazivom „Transmogrifikacija”, sadrži teme o fizičkom i duhovnom menjanju oblika zemlje kao planete.[22]

## Literatura
- Podolsky, Edward (1953). Encyclopedia of Aberrations: A Psychiatric Handbook. Philosophical Library.
- Child, Francis James (1965). The English and Scottish Popular Ballads. 1. Dover Publications.
- Colbert, David (2001). The Magical Worlds of Harry Potter. ISBN 0-9708442-0-4.
- Jones, Steven Swann (1995). The Fairy Tale: The Magic Mirror of Imagination. Twayne Publishers. ISBN 0-8057-0950-9.
- Kachuba, John B. 2019. Shapeshifters: A History. Chicago: University  of Chicago Press.
- Smith, Frederick M. (2006). The Self Possessed: Deity and Spirit Possession in South Asian Literature. Columbia University Press. ISBN 0-231-13748-6.
- Steiger, B. (август 1999). The Werewolf Book: The Encyclopedia of Shape-Shifting Beings. Visible Ink Press. ISBN 978-1-57859-078-0.
- Tatar, Maria (2004). The Annotated Brothers Grimm. W. W. Norton & company. ISBN 0-393-05848-4.
- Wilson, Anne (1976). Traditional Romance and Tale. D.S. Brewer, Rowman & Littlefield. ISBN 0-87471-905-4.
- Hall, Jamie (2003). Half Human, Half Animal: Tales of Werewolves and Related Creatures. AuthorHouse. ISBN 1-4107-5809-5.
- Wood, Felicity (2010). „The Shape-Shifter on the Borderlands: A Comparative Study of the Trickster Figure in African Orality and in Oral Narratives Concerning one South African Trickster, Khotso Sethuntsa.”. English in Africa.. 71-90.
- Zaytoun, Kelli D (2015). „"Now Let Us Shift" the Subject: Tracing the Path and Posthumanist Implications of La Naguala/The Shapeshifter in the Works of Gloria Anzaldúa.”. MELUS: Multi-Ethnic Literature of the United States. 40 (4): 69—88. doi:10.1093/melus/mlv050..
- Steiger, B. (1999). The Werewolf Book: The Encyclopedia of Shape-Shifting Beings. Visible Ink Press. стр. 67. ISBN 978-1-57859-078-0.
- Tatar, Maria (1987). The Hard Facts of the Grimms' Fairy Tales. Princeton University Press. стр. 174—5. ISBN 0-691-06722-8. Непознати параметар |DUPLICATE_date= игнорисан (помоћ); Непознати параметар |DUPLICATE_url= игнорисан (помоћ); Пронађени су сувишни параметри: |author= и |last1= (помоћ).